# 2012年日本の補欠選挙
2012年日本の補欠選挙（2012ねんにほんのほけつせんきょ）では日本における立法機関である衆議院および参議院における議員の欠員を補充するために2012年に行われる補欠選挙について取り上げる。

## 概要
補欠選挙は、議員が辞職あるいは死亡等の理由で生じた欠員を補うために行われる選挙である。2000年の公職選挙法改正によって、衆議院および参議院の補欠選挙は4月と10月の年2回にまとめて実施されている。なお補欠選挙期日については、公職選挙法第33条の2において以下のように定められている。
1. 第1期間（9月16日 - 翌年3月15日）において衆議院議員および参議院議員の補欠選挙を行う事由が生じた場合は、当該期間直後の4月第4日曜日に投票を行う。
2. 第2期間（3月16日 - 同年9月15日）において衆議院議員および参議院議員の補欠選挙を行う事由が生じた場合は、当該期間直後の10月第4日曜日に投票を行う。

2012年の場合、第1期間において補欠選挙を行うべき事由が生じなかったため、4月補欠選挙は実施されず、10月に鹿児島第3区の一箇所のみで補欠選挙が行われた。

## 10月の補欠選挙

### 概要
- 告示日：2012年10月16日
- 投票日：2012年10月28日
- 選挙区：
  - 衆議院：1選挙区

### 補欠選挙実施選挙区と実施事由
- 鹿児島県第3区
- 選挙事由：松下忠洋金融担当大臣（国民新党）が9月10日に死去[3]したことに伴って実施。

### 立候補者
死去した松下金融担当大臣が所属していた国民新党は9月19日、同氏の政策秘書を務めていた野間健を候補として擁立することを発表。そして国民新党と連立を組んでいる民主党は公認候補擁立を見送り、野間を推薦することを決定している。一方、最大野党の自由民主党（以下、自民党）は、宮路和明元衆議院議員を公認候補として擁立することを9月24日に決定した。日本共産党（以下、共産党）は、次期衆院選3区予定候補である大倉野由美子地区常任委員を公認候補として擁立することを9月28日に発表した。幸福実現党は、松澤力を公認候補として擁立することを発表した。
| 氏名         | 年齢 | 党派               | 新旧 | 推薦・支持 | 備考             |
| ------------ | ---- | ------------------ | ---- | ---------- | ---------------- |
| 松沢力       | 30   | 諸派（幸福実現党） | 新人 |            |                  |
| 大倉野由美子 | 62   | 日本共産党         | 新人 |            | 党県委員         |
| 野間健       | 54   | 国民新党           | 新人 | 民主党     | 元金融相秘書     |
| 宮路和明     | 71   | 自由民主党         | 元職 | 公明党     | 元厚生労働副大臣 |

### 選挙結果
自民党元議員である宮路が国民新党の野間健を僅差で抑えて当選し、返り咲きを果たした。通信社が行った出口調査の結果、宮路は自民党支持層の73％と推薦を受けた公明党支持層の77.8％から支持を得た他、松下票の4分の1近く、野間を推薦した民主党支持層の21.3％、無党派層からも32.7％の支持を得た。一方、敗れた野間は民主党支持層の75.4％、無党派層の54.3％から支持を得ただけでなく、自民党支持層も22.5％が野間を支持しており、激戦を裏付ける結果となった。
投票率：56.60％（当日有権者数258,853名／投票者数146,520名）前回比－14.90
| 当落 | 候補者名     | 年齢 | 所属党派           | 新旧別 | 得票数 | 得票率 | 推薦・支持 |
| ---- | ------------ | ---- | ------------------ | ------ | ------ | ------ | ---------- |
| 当選 | 宮路和明     | 71   | 自由民主党         | 元職   | 70,694 |        | 公明党     |
|      | 野間健       | 54   | 国民新党           | 新人   | 65,025 |        | 民主党     |
|      | 大倉野由美子 | 62   | 日本共産党         | 新人   | 5,973  |        |            |
|      | 松沢力       | 30   | 諸派（幸福実現党） | 新人   | 2,886  |        |            |

### 備考
この補欠選挙執行後に衆議院が解散されたため、当選した宮路の衆議院議員在任が3週間に終わり、改めて総選挙が行われた。この結果、野間が宮路らを破り雪辱を果たした（宮路は比例復活）。